# Ourapteryx monticola
Ourapteryx monticola là một loài bướm đêm trong họ Geometridae.